# Pseudostellaria oxyphylla
Pseudostellaria oxyphylla är en nejlikväxtart som först beskrevs av B. L. Robinson, och fick sitt nu gällande namn av R. L. Hartman och Rabeler. Pseudostellaria oxyphylla ingår i släktet Pseudostellaria och familjen nejlikväxter. Inga underarter finns listade i Catalogue of Life.